# Заболоцкий, Пётр Григорьевич Лобан
Пётр Григо́рьевич Заболо́цкий по прозванию Лобан (?—1505) — посол и окольничий во времена правления Ивана III Васильевича.
Из дворянского рода Заболоцские. Младший сын боярина Григория Васильевича. Имел старшего брата окольничего Угрима Григорьевича.

## Биография
В 1491 году послан в Клин переписывать и размерять землю сохами. В 1492 году участвовал в государевом Новгородском походе.  В конце 1494 года вместе с братом Василием принимал в Москве литовское посольство. В 1495 году пожалован чином окольничего и послан шестым сопровождать княгиню Елену в Литву для бракосочетания с великим литовским князем Александром. В этом же году, со своими братьями Василием и Алексеем участвовал в походе Ивана III в Новгород. В августе 1497 года вместе с Иваном Волком Курицыным отправлен послом к Великому князю Литовскому Александру с требованием отказаться от участия в походе польского короля Яна I Ольбрахта против молдавского господаря Стефана Великого. В 1498—1499 годах послан писцом во Владимир и тогда же судил поземельные дела.
Умер бездетным в 1505 году.